# Pârâul Mânăstirii
Pârâul Mânăstirii este un afluent al râului Olt. 

## Hărți
- Harta Munții Cozia [nefuncțională – arhivă]